# Juan Ferrer Carbonell
Juan Ferrer Carbonell (1892-1985) fue un pintor, dibujante y profesor español.

## Biografía
Nacido en Madrid el 5 de junio de 1892, cultivó la pintura de paisajes y la ilustración en prensa periódica, además de dedicarse a la enseñanza. El crítico José Francés comentaba cómo en sus obras «una cierta melancolía muy viril, una delicadeza no exenta de enérgicos rasgos, traducía el encanto de los lugares recónditos ó las escenas vivaces». Para Gil Fillol, era un «observador de dúctil sensibilidad, interpreta el paisaje de una manera sencilla y afectiva». En la Exposición Nacional de Bellas Artes de 1934 obtuvo una tercera medalla por Plaza de una villa bretona. Militante de UGT, después de la guerra civil tuvo algunos problemas con las autoridades franquistas y se vio expuesto a procesos de depuración. Ferrer, que aparecía referido en prensa como «el pintor viajero», falleció el 29 de enero de 1985.